# Toi mon amour (film)
Pour les articles homonymes, voir Toi mon amour.
Pour plus de détails, voir Fiche technique et Distribution.
Toi mon amour (This Is My Love) est un film américain réalisé par Stuart Heisler, sorti en 1954.

## Fiche technique[1]
- Titre original : This Is My Love
- Titre français : Toi mon amour
- Réalisation : Stuart Heisler
- Scénario : Hagar Wilde (en) et Hugh Brooke
- Direction artistique : Wiard Ihnen
- Décors : Edward G. Boyle
- Photographie : Ray June
- Musique : Franz Waxman
- Pays de production : États-Unis
- Format : 1,66:1
- Genre : drame
- Durée : 91 minutes
- Date de sortie : 1954

## Distribution
- Linda Darnell : Vida Dove
- Rick Jason (en) : Glenn Harris
- Dan Duryea : Murray Myer
- Faith Domergue : Evelyn Myer
- Hal Baylor : Eddie Collins
- Connie Russell : elle-même
- Jerry Mathers : David Myer
- Susie Mathers : Shirley Myer
- Mary Young : Mme Timberly
- William Hopper : Procureur
- Stuart Randall (en) : Enquêteur
- Kam Tong : Harry
- Judd Holdren : Dr Raines
- Carl Switzer : Client